# Fritz Schwegler

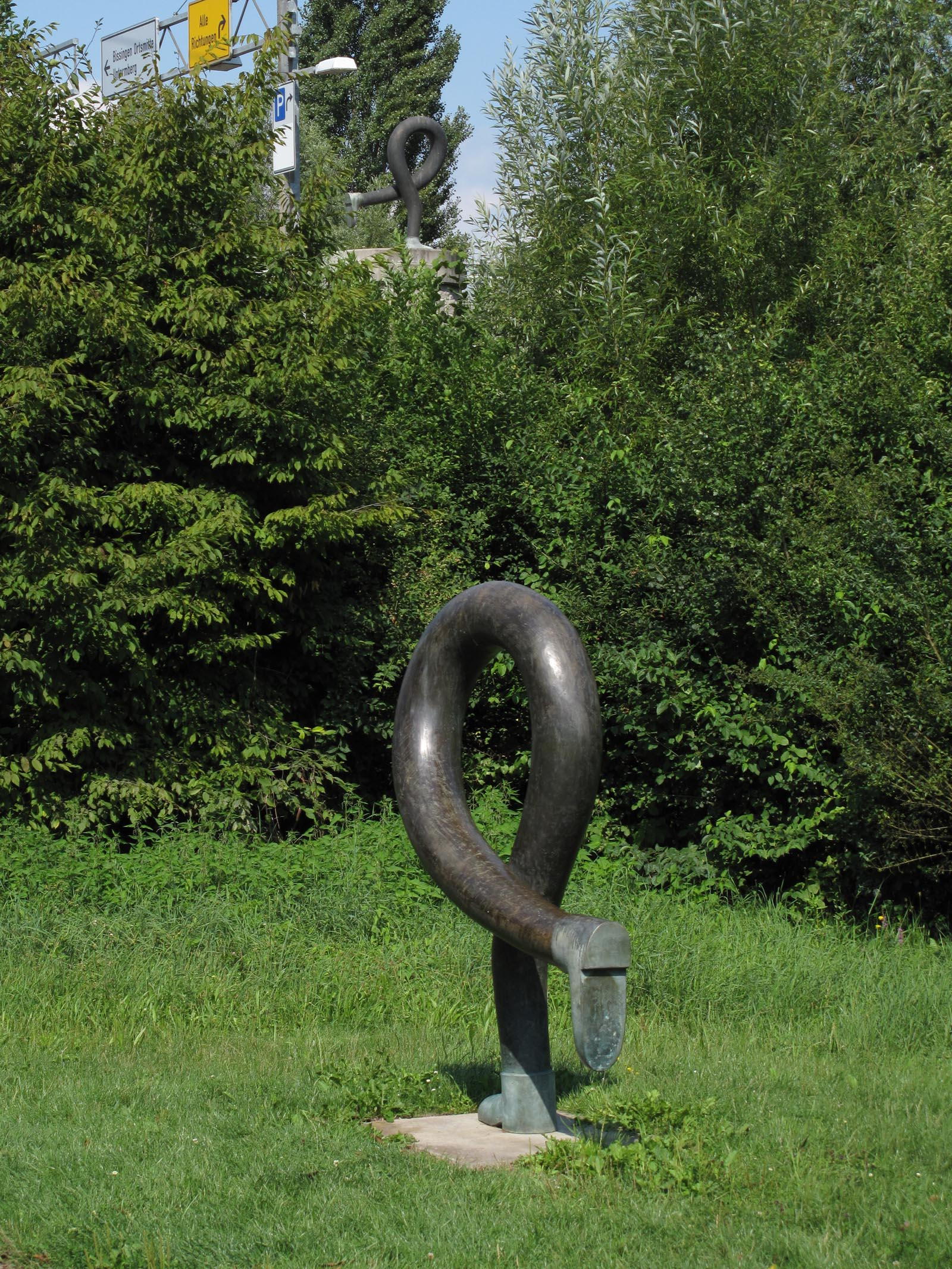
Fritz Schwegler, Kunstläuferin, Bietigheim-Bissingen

Fritz Schwegler (* 7. Mai 1935 in Breech bei Göppingen; † 3. Juni 2014 ebenda) war ein deutscher Maler, Zeichner, Bildhauer, Schriftsteller und Musiker.

## Leben
Fritz Schwegler besuchte von 1942 bis 1950 die Volksschule in Börtlingen. Im Anschluss machte bis 1954 eine Schreinerlehre. Von 1955 bis 1958 reiste er als Wandergeselle durch Europa, Kleinasien und Afrika, arbeitete in Paris, Rom, Kairo, New York und Tokio. 1959 legte er in Stuttgart die Meisterprüfung als Schreiner ab und wurde Staatlich geprüfter Betriebstechniker Holz. Er besuchte die Schule des schlesischen Holzschnitzers Ernst Rülke. Von 1960 bis 1963 arbeitete Schwegler als Lehrer im Stuttgarter Jugendhaus. Parallel studierte er ab 1961 Bildhauerei an der Staatlichen Akademie der Bildenden Künste Stuttgart. 1963 setzte er das Studium an der City and Guilds of London Art School fort. Ab 1962 lebte er als freischaffender Bildhauer. 1973 erhielt er eine Dozentur für Plastische Grundlehre an der Kunstakademie Düsseldorf. 1975 erhielt er eine Professur an der Akademie, zunächst für Malerei, ab 1987 für Bildhauerei, die bis 2001 andauerte.

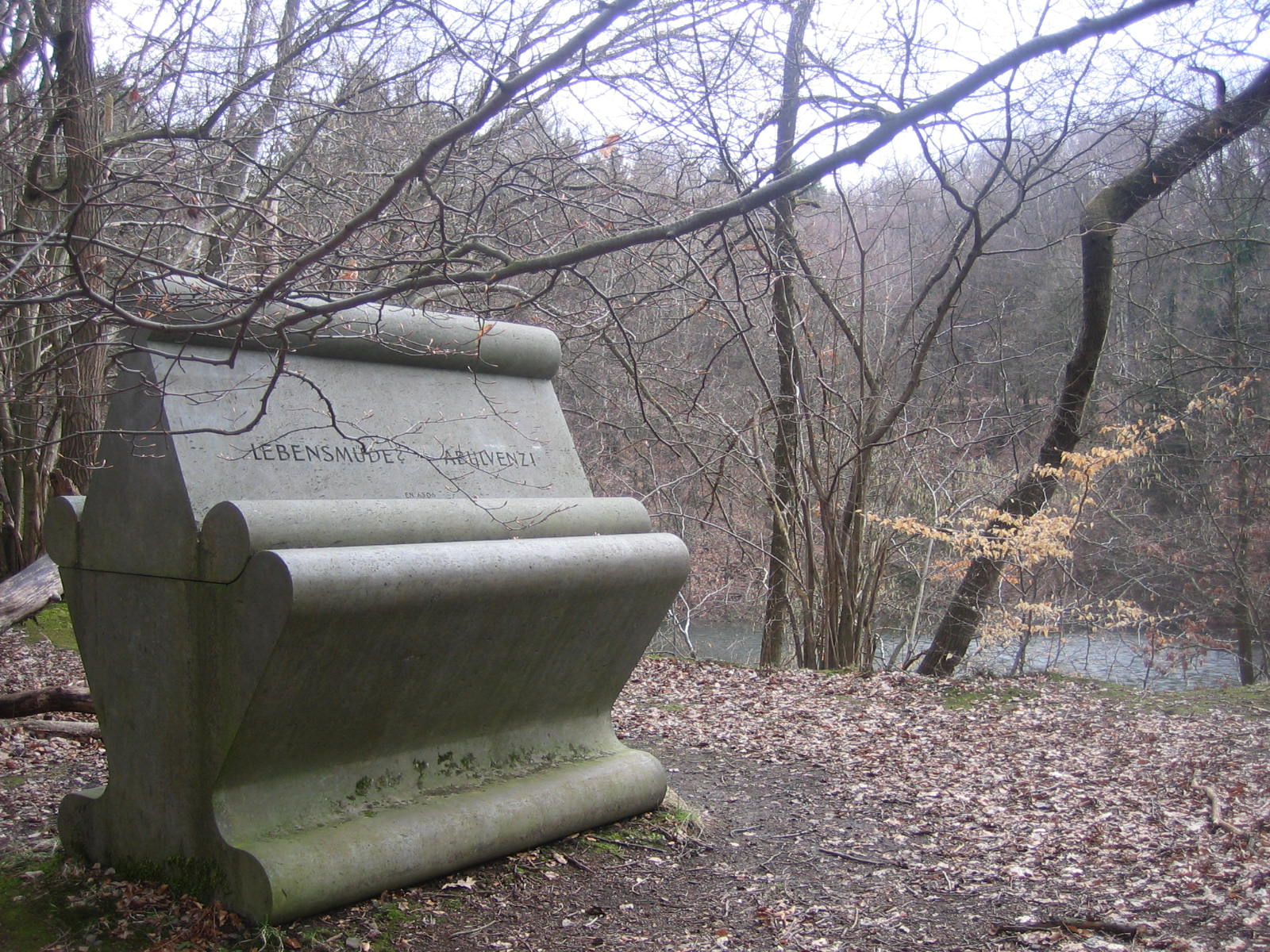
Das von Schwegler entworfene Grabdenkmal am Blauen See bei Kassel

Fritz Schwegler war Mitglied im Deutschen Künstlerbund. In den 1990er Jahren entwarf er ein Grabdenkmal für die Kasseler Künstler-Nekropole. Schwegler lebte und arbeitete sowohl in Breech bei Göppingen als auch in Düsseldorf. Er verstarb in Breech im Alter von 79 Jahren. Beigesetzt wurde er im Juni 2014 auf dem Friedhof in Börtlingen. Er war mit der Künstlerin Hildegard Schöneck verheiratet (* 1948 in Köln), die von 1973 bis 1979 an der Kunstakademie Düsseldorf studierte.
2012 gründete Schwegler die Stiftung Das unbewegliche Theater. Stiftung Fritz Schwegler und Hildegard Schöneck-Schwegler. Im Juli 2015 wurde der erste Fritz Schwegler-Preis in der Kunstakademie Düsseldorf an Thomas Schütte verliehen.
Den zweiten Fritz-Schwegler-Preis erhielt 2021 Barbara Klemm.

## Werk
Ab 1962 skizzierte Schwegler Ideen, Bilder und Einfälle auf sogenannten Urnotizen, die mit Einfallsnummern, mit Effeschnummern, abgeleitet von seinen Initialen, oder als English Nobel = EN gekennzeichnet wurden. Diese in Klarsichthüllen gesteckte Motivsammlung auf Ringbuchpapier im DIN-A5 Format legte der Künstler in Ordnern ab. Von 1962 bis 1966 entstand das Schwarze Archiv, fast vierhundert kleinformatige Plastiken aus Hartgips, später in Bronze, zunächst durchgehend in Schwarz. Zur Präsentation entwickelte Schwegler den „Kasten der Einfälle“, eine Art Setzkasten, in dem die Arbeiten ausgestellt wurden. Von 1966 bis Anfang der 1970er Jahre schreinerte er etwa vierhundert Holzmodelle, circa zwanzig Mal zwanzig Zentimeter groß, die farbig gefasst wurden und in eigens dafür entworfenen Stahlblechtürmen präsentiert wurden. Einige ausgewählte Formen realisierte er zusätzlich in Formaten bis zu 1,80 Meter.

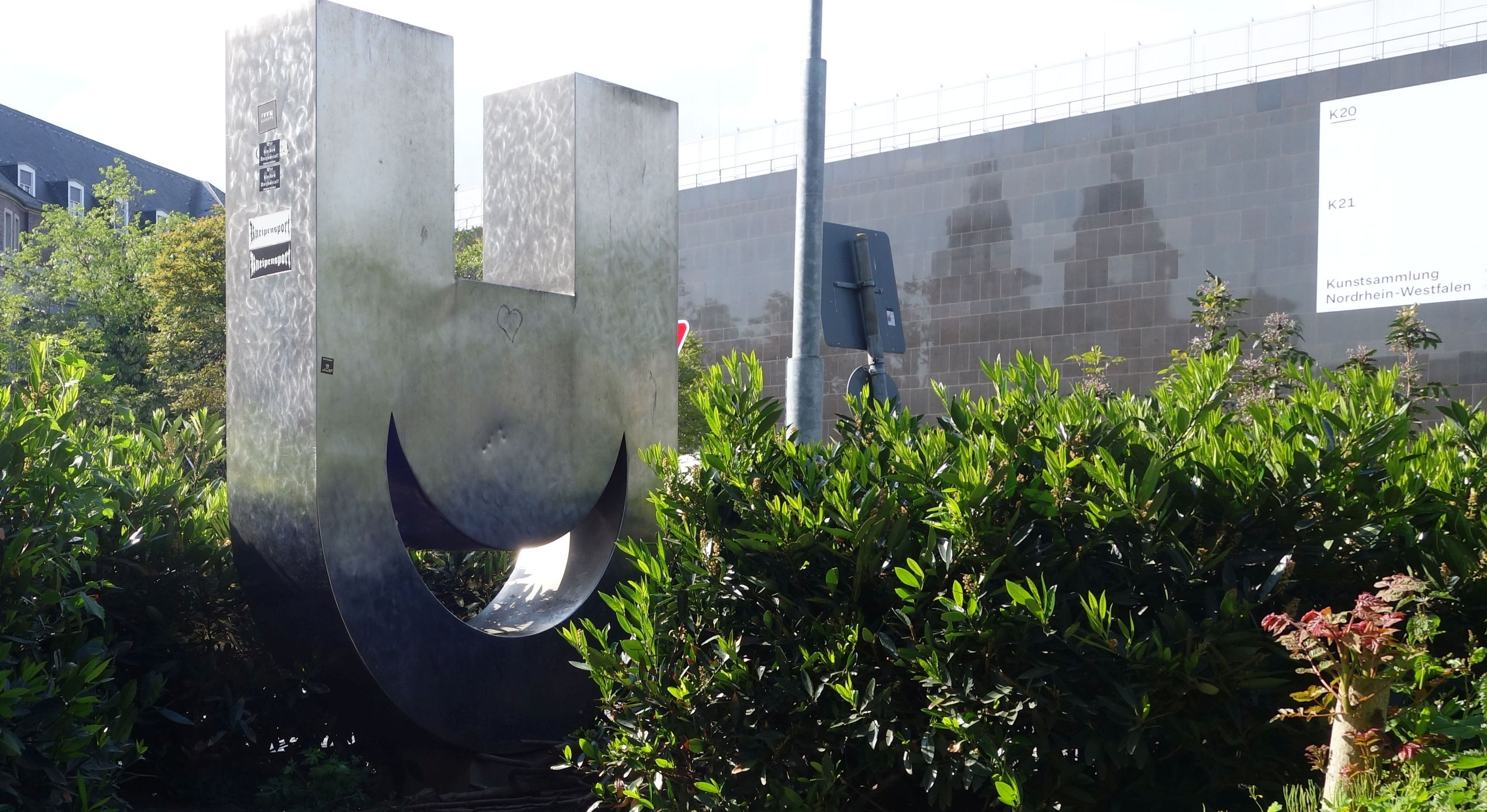
„U-Thant“ (1969), Düsseldorf

Nach ersten Anfangserfolgen beschloss Schwegler Ende der 1960er Jahre eine Werkzäsur. Er verfügte weder über Geld noch Platz zur Umsetzung seiner Ideen und verzichtete ab 1969 für zwanzig Jahre auf die skulpturale Ausführung seiner Ideen. Von 1969 bis 1974 entstand der Werkkomplex Effeschiaden, dessen Namen Schwegler von seinen Initialen F Sch ableitete. Die Effeschiaden stellten eine Erweiterung der Urnotizen dar und bestanden aus einer Bild-Text Anordnung auf Schreibpapier im DIN-A4-Format. Jedes Blatt zeigte in der oberen Hälfte ein Objekt oder eine situative Konstellation, die auf der unteren Hälfte mit einem handgeschriebenen Text kombiniert wurde. Als Schwegler erkannte, dass die Ausstellungsbesucher seine Texte nicht lesen, verwandelte er sich Anfang der siebziger Jahre zu einer Art Bänkelsänger, der im rituellen Gesang, begleitet von Flötenspiel, Gesang, Schweglerpfeife und Glocke, über Moritaten berichtete und auf seine Schautafeln verwies. Ab 1973 wurden seine Auftritte in Filmen und Fotoserien festgehalten.
Um Bild und Text zusammenzubringen, entstand ab 1980 die Serie Abulvenz, die Schwegler in unterschiedlichen Formaten auf weißen Gründen malte. Die Abulvenz wies ein freies Zuordnungsspiel von Bild- und Satzgegenständen auf. Ab 1985 unternahm der Künstler einen weiteren Werkanlauf in die Sprache und verordnete sich für den Zeitraum von weiteren zehn Jahren das Programm der sogenannten Probeläufe. Während der Akademiesommerferien setzte er in Breech zu einer systematischen Weltbeschreibung an mit je zwölf Kapiteln vom Zimmer, Haus, Dorf, Kreis, Land, über Staaten und Kontinente bis zurück zum All. Dafür erfand er die sich transformierenden Referenzfiguren „Karl Anker“ und „Jutta Tann-Dorée“. Ab 1985 wurde das Abulvenz-System um die A-Leisten erweitert. Hier gestaltete der Maler sechsfarbig gemusterte, auszackende Rahmen, wobei auch die Rückseiten der Leinwände einbezogen wurden. Von 1990 bis 1999 fertigte Schwegler 1000 Notwandlungsstücke: handgroße, farbige Bronzestücke, die im Wachsschmelzverfahren realisiert wurden und kleinteilige figurative Konstellationen darstellten. Im Jahr 2000 setzten sich in gleicher Art und Technik wie die 1000 Notwandlungsstücke 111 Seezungen-Fortsetzungen an, die weitere skulpturale Ideen im Kleinformat darstellten. 2001 folgten die 42 Göppinger Räte, ein Auftrag der Stadt Göppingen für das historische Rathausfoyer anlässlich der Eröffnung eines neuen Anbaus. Die schwenkbaren Bronzetafeln wurden mit Scharnieren in Augenhöhe an der Wand angebracht. Auf ihnen befinden sich Wort-Bild-Kombinationen. Von 2002 bis 2005 arbeitete Schwegler an der Werkgruppe 88 Souveräne. Er wählte aus den Urnotiz-Bänden 88–99 Bilder und Satzgegenstände aus, kombinierte sie mit Hilfe von Zeichnungen und Pappmodellen, ließ sie in Bronze gießen und bemalte die Motive in blank poliertem Rahmen.
Anstelle von Katalogen und Werkdokumentationen gab Schwegler zu seinen Ausstellungen Künstlerbücher heraus, die sowohl Zeichnungen und Entwürfe zu Kleinplastiken als auch handschriftlich gesetzte Texte mit eigenwilligen Wortprägungen enthielten (siehe unter „Schriften“).
In seinem Heimatort Breech erwarb Schwegler leerstehende Milchhäuschen, alte Waldarbeiter-Schutzhütten und aufgegebene Wassertürme, in denen Teile des Werkes heute präsentiert werden.

## Schüler (Auswahl)
Während seiner Lehrtätigkeit unterhielt Schwegler ein Atelier in der Kunstakademie Düsseldorf und war für seine Studenten direkt ansprechbar. Einige Schüler erlangten eine internationale Bedeutung.
| - Sonja Alhäuser (* 1969) - Annette von der Bey (* 1965) - Helga Budde-Engelke (* 1950) - Alice Creischer (* 1960) - Thomas Demand (* 1964) - Stefan Demary (1958–2010) - Katharina Fritsch (* 1956) - Dominique Gonzalez-Foerster (* 1965) - Jean-François Guiton (* 1953) | - Charline von Heyl (* 1960) - Martin Honert (* 1953) - Thomas Huber (* 1955) - Ubbo Kügler (* 1987) - Maik Löbbert (* 1958) - Dirk Löbbert (* 1960) - Anke Lohrer (* 1969) - Christian Philipp Müller (* 1957) - Norbert Radermacher (* 1953) | - Judith Samen (* 1970) - Claudia Schmacke (* 1963) - Gregor Schneider (* 1969) - Jan Schüler (* 1963) - Thomas Schütte (* 1954) - Torsten Slama (1967–2023) - Till Velten (* 1961) - Nele Waldert (* 1964) - Christopher Winter (* 1968) |

## Auszeichnungen und Ehrungen
- 1999: Hans-Thoma-Preis[12]
- 2000: Harry-Graf-Kessler-Preis
- 2002: Träger des Bernhard-Heiliger-Preises für Skulptur
- 2004: Preisträger des Kuratoriums der Kunststoff-Industrie

## Ausstellungen

### Einzelausstellungen (Auswahl)
- 1964: Musée Vivant, Paris
- 1968: Collegio Sant’Anselmo all’Aventino, Rom
- 1971: Galerie Schmela, Düsseldorf
- 1984: Erste Sattelmale, Württembergischer Kunstverein Stuttgart
- 1986: Sachen, wo man ein biszchen lüften kann, Kunstverein für die Rheinlande und Westfalen, Düsseldorf
- 1988: Abulvenz. EN 6100-6999. Schluszversammlung, Galerie Schmela, Düsseldorf

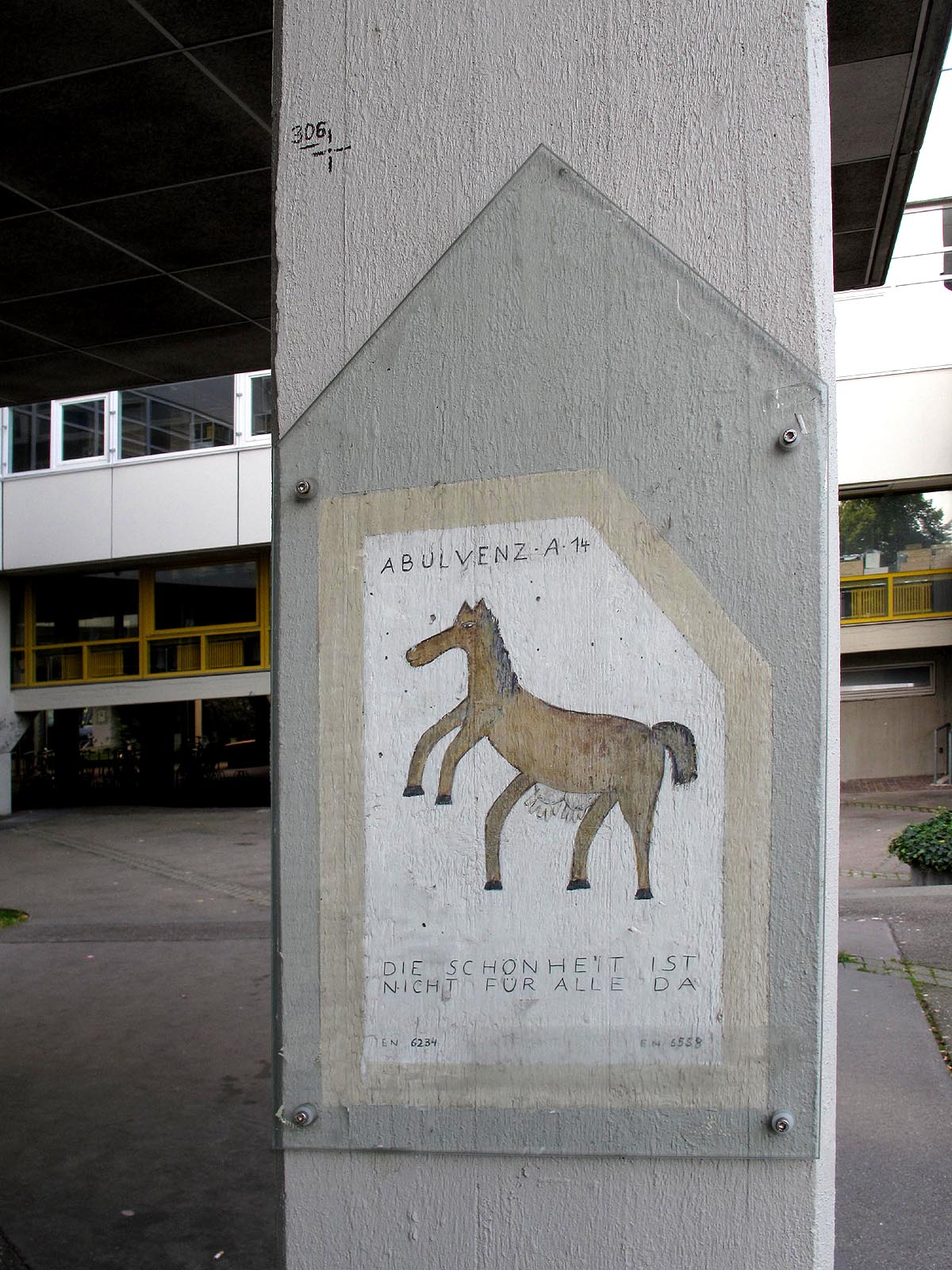
Abulvenz Aushang Bild 14, Stuttgart-Vaihingen

- Abulvenz Aushang Bild 14, Stuttgart-Vaihingen1991–1992: Bindet uns Feuer und rühret es an, Kunstverein Hamburg
- 1992: Bindet uns Feuer und rühret es an, Kunsthalle Göppingen
- 1999: Abulvenz–Aushang: A ist leicht und erhebt keine Ansprüche, Staatliche Kunsthalle Baden-Baden
- 2004: Fritz Schwegler von Breech. Das unbewegliche Theater, Kunsthalle Düsseldorf
- 2016–2017: Fritz Schwegler, Kunsthalle Mannheim

### Gruppenausstellungen (Auswahl)
- 1965: Kunstpreis der Jugend, Stuttgart, Bochum
- 1969: Bundesgartenschau, Mannheim
- 1972: documenta 5, Kassel (in der Abteilung Individuelle Mythologien. Selbstdarstellung – Performances – Activities – Changes)
- 1987: documenta 8, Kassel
- 2001: Und keiner hinkt. 22 Wege vom Schwegler wegzukommen, Museum Kurhaus Kleve und Kunsthalle Düsseldorf
- 2005: Kunstverein Region Heinsberg, Jubiläumsausstellung, 20 × 20

## Werke im öffentlichen Raum

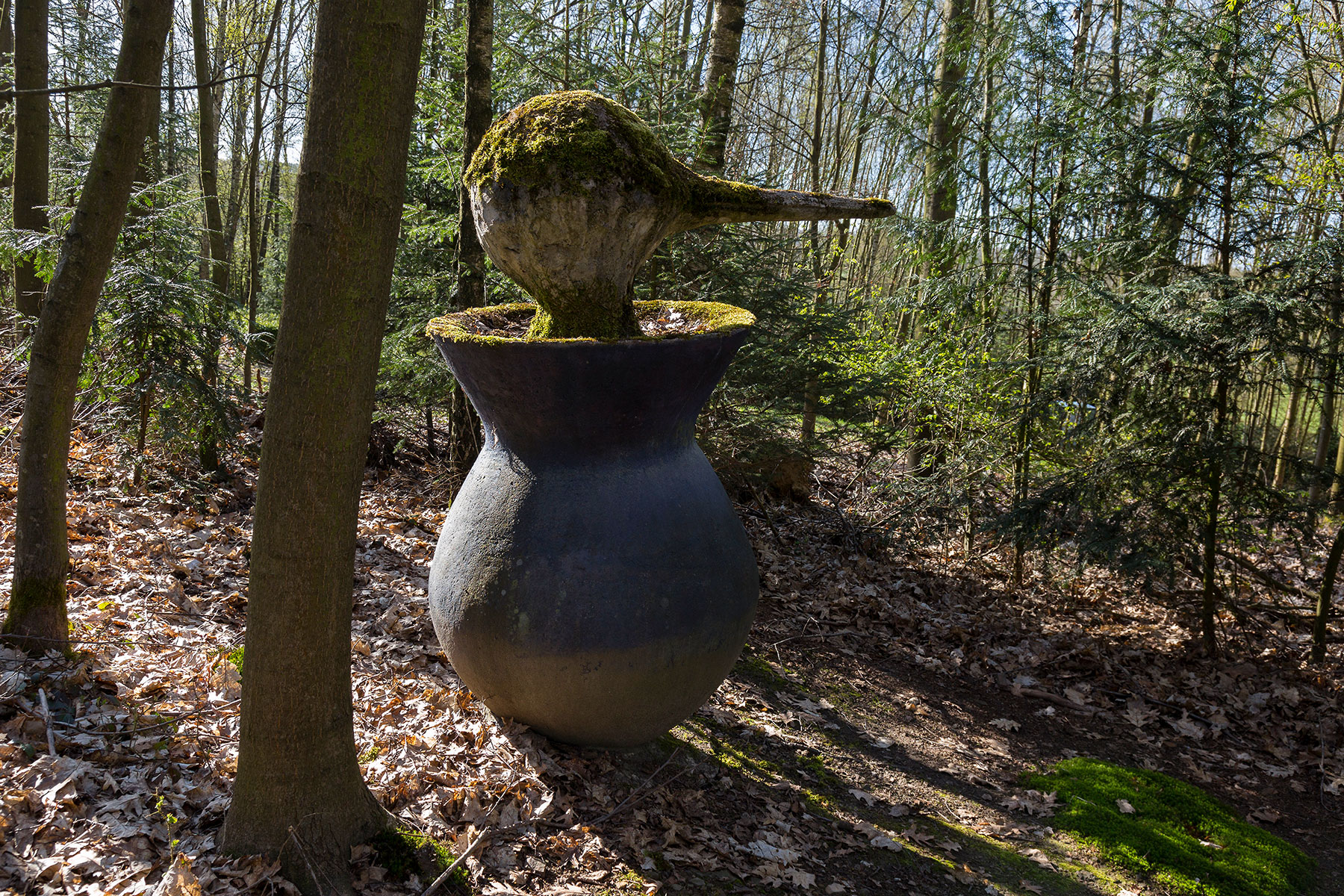
Fritz Schwegler, Einige späte Bilder blieben in der Luft hängen und wurden nachgebaut (EN 6114), 1990, 220 × 104 × 30 cm, 210 × 140 × 103 cm, Beton, Farbe. Standort: im Tal (Skulpturenpark) zwischen Hasselbach und Werkhausen

- 1965: Wächter, Bietigheim-Bissingen
- 1969: Stahl-U (U Thant), Grabbeplatz, Düsseldorf[13]
- 1985: Abulvenz Aushang, 40-teiliger Bilderzyklus, Stuttgart-Vaihingen, Campus der Universität
- 1990: Einige späte Bilder blieben in der Luft hängen und wurden nachgebaut (EN 6114), Im Tal (Skulpturenpark) zwischen Hasselbach und Werkhausen[14]
- 1999: Kunstläuferin (2-teilig), Bietigheim-Bissingen
- 2004: Das rote Fräulein Sankt Bernadette von Altamira, Aluminium, lackiert, Außenfassade der Stadthalle Göppingen, Göppingen
- 2011: Werkzyklus „Unbewegliches Theater“ (3-teilig), Eislingen/Fils

## Schriften (Auswahl)
- Die Sonne im finstern Bett. Eiwer-Dichtung. 52 stes Buch. Eremitenpresse, Düsseldorf 1978.
- Der ganze Winter ist übertrieben. Letzte Effeschiade und erste Pheine. DuMont Buchverlag, Köln 1979.
- Von der Muttergotteskeit des Busen. EN-Buch 57. Eremitenpresse, Düsseldorf 1980.
- Neue Vertraute im Land umsetzen. Satzgegenstände aus En-Buch 25-65. Aufgeführt und ausgewählt von Hildegard Schöneck. Selbstverlag, Düsseldorf 1981.
- Erste Sattelmale. Abulvenz EN Buch 67. Württembergischer Kunstverein, Stuttgart 1984 (anlässlich der Ausstellung im Württembergischer Kunstverein vom 7. Juli bis 12. August 1984).
- Sachen, wo man ein biszchen lüften kann. Düsseldorf 1986 (anlässlich der Ausstellung im Kunstverein für die Rheinlande und Westfalen, Düsseldorf, vom 28. November 1986 bis 8. Februar 1987).
- Abulvenz. EN 6100-6999. Schluszversammlung. Galerie Schmela, Düsseldorf 1988 (anlässlich der Ausstellung in der Galerie Schmela vom 4. November bis 30. Dezember 1988).
- Bindet uns Feuer und rühret es an. 49 Notwandlungsstücke (zurückgemalt) aus dem Sommer 1991 und 28 Worte (Satzgegenstände). Herausgeschrieben von Hildegard Schöneck aus dem EN-Band 83 von Fritz Schwegler in Düsseldorf und Breech. Hrsg. von Jürgen Schweinebraden. Hamburg/Göppingen 1992 (anlässlich der Ausstellung „Bindet Uns Feuer“ vom 20. Dezember 1991 bis 2. Februar 1992 im Kunstverein in Hamburg, Deichtorhallen und vom 20. März 1992 bis 26. April 1992 im Kunstverein Göppingen).
- Rheinfarbe. 100 ausgewählte Blätter aus „Blau ist nur das Aug“. Hatje Cantz Verlag, Stuttgart 1992, ISBN 3-8932-2392-4.
- Abulvenz–Aushang: A ist leicht und erhebt keine Ansprüche. Hrsg. von der Staatlichen Kunsthalle Baden-Baden. Hatje Cantz Verlag, Ostfildern-Ruit 1999 (anlässlich der Verleihung des Hans-Thoma-Preises).
- Das unbewegliche Theater. 42 Göppinger Räte. Hrsg. von der Stadt Göppingen und der Kunsthalle Göppingen, 2001 (anlässlich der Eröffnung des Anbaus am historischen Rathaus Göppingen).
- Das unbewegliche Theater. 111 Seezungen-Fortsetzungen. Breech 2003.
- Fritz Schwegler von Breech: Das unbewegliche Theater. 2 Bd., Bd. 1: Das Band der Gotteszelle. Schnitte, Bd. 2: Buch der 14 Buchvorworte. Hrsg. von Ulrike Groos. Hatje Cantz Verlag, Ostfildern-Ruit 2004, ISBN 3-7757-9198-1 (anlässlich der Ausstellung in der Kunsthalle Düsseldorf vom 28. August bis 14. November 2004).

## Monografien (Auswahl)
- Hirsch mit rotem Schal, 2 Bd., Dokumentation anlässlich der Aufstellung des Hirsch mit rotem Schal im Innenhof der Kreissparkasse Göppingen, Göppingen 2014.
- Karla Strelow, Fritz Schwegler. Die Effeschiaden. Stücke zum Glücke. Werkverzeichnis. Kerber Verlag, 2015, ISBN 978-3-73560-082-0.
- Kunsthalle Mannheim (Hrsg.), Fritz Schwegler, 2 Bände. Band 1 mit Texten von Ulrike Lorenz, Stephanie Regenbrecht, Karla Strelow, Wolfgang Ullrich, Walter Grasskamp, Michael Krüger, Hannes Böhringer, Peter Handke und einem Gespräch von Heinz-Norbert Jocks. Band 2 mit Fotografien von Barbara Klemm, Das unbewegliche Theater des Fritz Schwegler von Breech und einem Text von Schwegler. Hatje Cantz Verlag, Berlin 2016, ISBN 978-3-77574-203-0.